# Humà de Cheddar

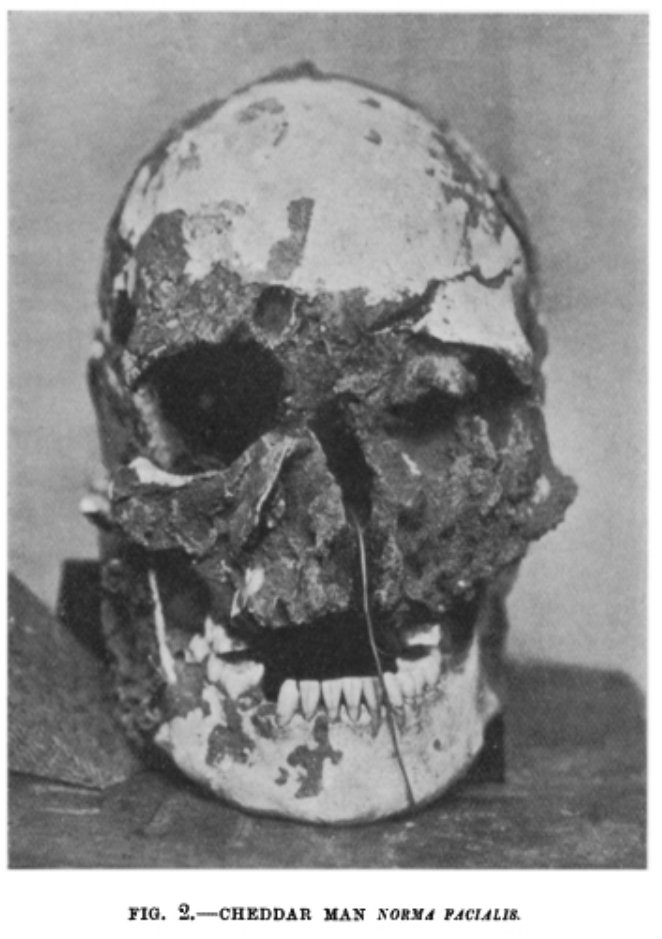
Crani de l'humà de Cheddar

L'humà de Cheddar és un fòssil trobat en la Cova de Gough de la Gorja de Cheddar, a Somerset, Anglaterra. Les restes daten del Mesolític, amb una edat d'entre 9.100 - 7.100 anys, i presenta indicis d'haver patit una mort violenta. Una gran lesió semblant a un cràter just per sobre de l'òrbita dreta del crani suggereix que també pogué sofrir una infecció òssia.
Excavat el 1903, l'humà de Cheddar és el més antic esquelet humà complet de Gran Bretanya. Les restes mortals es troben en el Museu d'Història Natural de Londres, en la galeria de l'Evolució Humana.
L'anàlisi del seu DNA nuclear indica que era un membre típic de la població d'Europa occidental de l'època, probablement amb intolerància a la lactosa, ulls clars (probablement verds, però podien ser blaus o castanys), cabell castany fosc o negre, i pell fosca o fosca a negra.

## Dades de seqüència de DNA nuclear

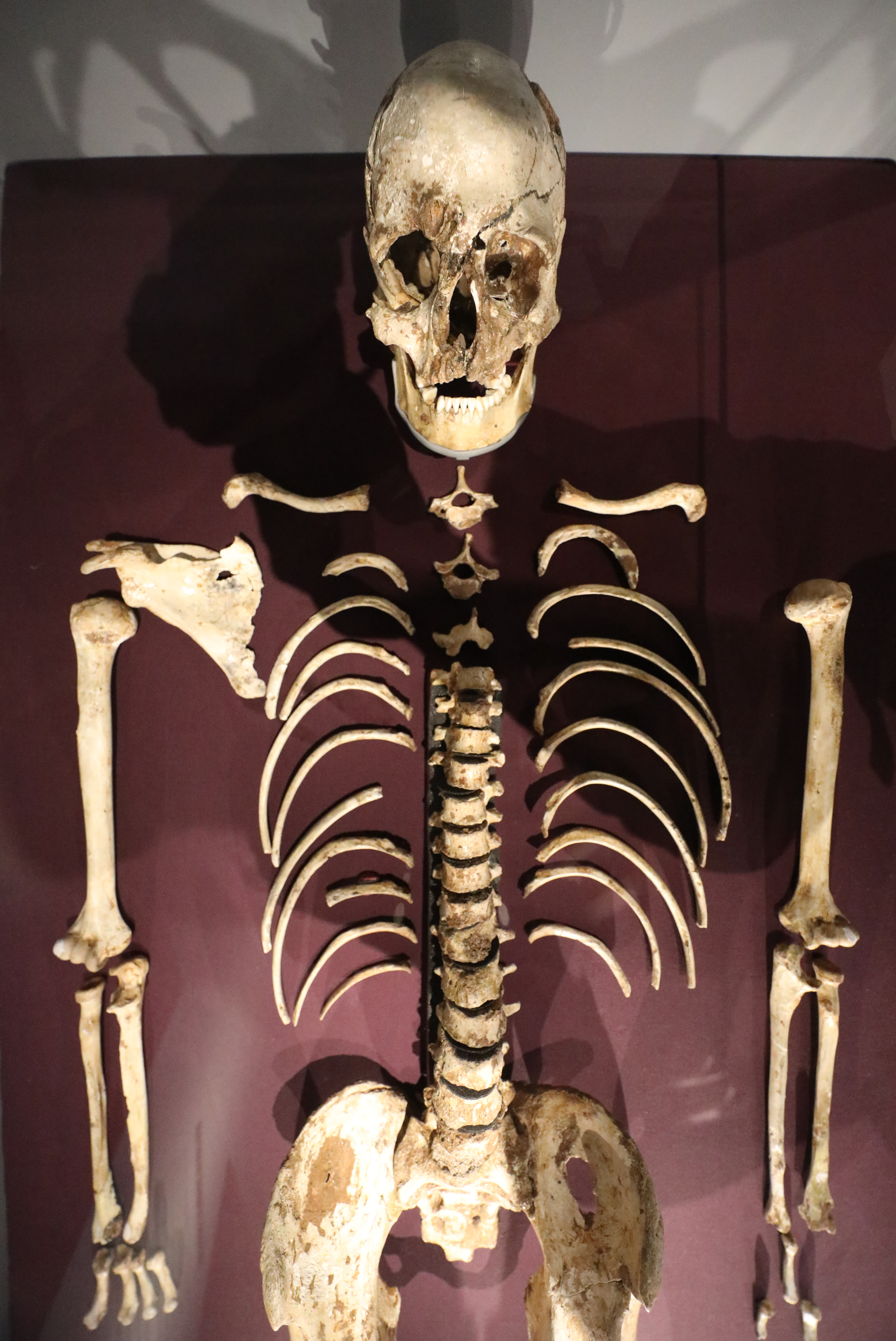
La part superior del cos de l'humà de Cheddar

L'ADN nuclear va ser extret de la part petrosa de l'os temporal per un equip del Museu d'Història Natural el 2018. Els marcadors genètics van suggerir (per les seues associacions amb poblacions modernes amb fenotips coneguts) que devia tenir ulls verds, intolerància a la lactosa, cabell fosc enrinxolat o ondulat i pell fosca a molt fosca. Aquestes característiques són típiques de la població d'Europa occidental de l'època, ara coneguda com caçadors-recol·lectors occidentals. Aquesta població constitueix prop del 10%, en mitjana, de l'ancestralitat dels britànics sense un historial familiar recent d'immigració.

## Canvi genètic des del Mesolític
Ulls castanys, tolerància a la lactosa i pell clara són comunes en la població moderna de l'àrea. Aquests gens van venir de la immigració posterior, la major part de dues onades principals, la primera d'agricultors neolítics de l'Orient Mitjà, una altra de pastors de l'edat del bronze, probablement parlants de llengües indoeuropees, de l'Estepa Pòntica.
L'ADN Y de l'humà de Cheddar pertanyia a una antiga branca germana del modern I2-L38 (I2a2). El subclade I2a2 encara existeix en hòmens de les Illes britàniques i en altres parts d'Europa. L'ADN mitocondrial de l'humà de Cheddar era de l'haplogrup U5b1. Un 65% dels caçadors-recol·lectors del Mesolític d'Europa Occidental tenien haplogrup U5; hui està àmpliament distribuït, en freqüències més baixes, en l'Euràsia occidental i al nord d'Àfrica. El 1996, Bryan Sykes, de la Universitat d'Oxford, va seqüenciar per primera vegada l'ADN mitocondrial d'un dels queixals de l'humà de Cheddar.